# Joel Mugisha Mvuka
Joel Mugisha Mvuka (Bergen, 12 novembre 2002) è un calciatore norvegese, centrocampista del Lorient.

## Biografia
Nato a Bergen, è di origini ruandesi. Per 8 mesi ha dovuto interrompere la propria carriera calcistica a causa di problemi cardiaci.

## Caratteristiche tecniche
Di ruolo ala, è ambidestro, veloce e può giocare su entrambe le fasce.

## Carriera

### Club
Mugisha Mvuka è cresciuto nelle giovanili dell'Åsane. Ha esordito in prima squadra in data 1º maggio 2019, subentrando a Beltran Mvuka in occasione della vittoria per 1-5 arrivata sul campo del Bergen Nord, sfida valida per il primo turno del Norgesmesterskapet. Il 28 settembre successivo è arrivato invece il debutto in 2. divisjon, quando è sceso in campo in luogo di Stian Bogetveit Nygard nella vittoria per 6-1 sul Bærum. Al termine di quella stessa stagione, l'Åsane ha centrato la promozione in 1. divisjon.
Il 4 novembre 2020 ha giocato la prima partita in questa divisione, sostituendo ancora Bogetveit Nygard nel 4-2 sull'Ullensaker/Kisa.
Il 2 agosto 2021 è stato reso noto il suo passaggio a titolo definitivo al Bodø/Glimt, a cui si è legato fino al 30 giugno 2025. Il 15 agosto è arrivato l'esordio in Eliteserien, subentrando ad Ola Solbakken nella vittoria per 0-1 contro il Lillestrøm.
Il 31 gennaio 2023, Mugisha Mvuka è stato acquistato dai francesi del Lorient, a cui si è legato con un contratto valido fino al 30 giugno 2027: il giocatore si sarebbe aggregato al club dal mese di luglio.
Dopo avere trovato poco spazio con il club francese il 25 gennaio 2024 viene ceduto in prestito allo Young Boys.

### Nazionale
Mugisha Mvuka ha rappresentato la Norvegia a livello Under-19 e Under-20.

## Statistiche

### Presenze e reti nei club
Statistiche aggiornate al 14 febbraio 2025.
| Stagione          | Club              | Campionato        | Campionato | Campionato | Coppe nazionali | Coppe nazionali | Coppe nazionali | Coppe continentali | Coppe continentali | Coppe continentali | Supercoppe | Supercoppe | Supercoppe | Totale | Totale |
| Stagione          | Club              | Comp              | Pres       | Reti       | Comp            | Pres            | Reti            | Comp               | Pres               | Reti               | Comp       | Pres       | Reti       | Pres   | Reti   |
| ----------------- | ----------------- | ----------------- | ---------- | ---------- | --------------- | --------------- | --------------- | ------------------ | ------------------ | ------------------ | ---------- | ---------- | ---------- | ------ | ------ |
| 2019              | Åsane             | 2D                | 2          | 0          | CN              | 1               | 0               | -                  | -                  | -                  | -          | -          | -          | 3      | 0      |
| 2020              | Åsane             | 1D                | 6+1        | 0          | -               | -               | -               | -                  | -                  | -                  | -          | -          | -          | 7      | 0      |
| gen.-ago. 2021    | Åsane             | 1D                | 12         | 0          | CN              | 2               | 0               | -                  | -                  | -                  | -          | -          | -          | 14     | 0      |
| Totale Åsane      | Totale Åsane      | Totale Åsane      | 20+1       | 0          |                 | 3               | 0               |                    | -                  | -                  |            | -          | -          | 24     | 0      |
| ago.-dic. 2021    | Bodø/Glimt 2      | 3D                | 1          | 1          | -               | -               | -               | -                  | -                  | -                  | -          | -          | -          | 1      | 1      |
| ago.-dic. 2021    | Bodø/Glimt        | ES                | 8          | 0          | CN              | 1               | 0               | UECL               | 12                 | 0                  | -          | -          | -          | 21     | 0      |
| 2022              | Bodø/Glimt        | ES                | 26         | 2          | CN              | 6               | 2               | UCL+UEL+UECL       | 8+6+2              | 1+0+0              | -          | -          | -          | 48     | 5      |
| gen.-giu. 2023    | Bodø/Glimt        | ES                | 12         | 3          | CN              | 3               | 0               | -                  | -                  | -                  | -          | -          | -          | 15     | 3      |
| Totale Bodø/Glimt | Totale Bodø/Glimt | Totale Bodø/Glimt | 46         | 5          |                 | 10              | 2               |                    | 28                 | 1                  |            | -          | -          | 84     | 8      |
| 2023-gen. 2024    | Lorient           | L1                | 7          | 0          | CF              | 0               | 0               | -                  | -                  | -                  | -          | -          | -          | 7      | 0      |
| gen.-giu. 2024    | Young Boys        | SL                | 16         | 2          | CS              | 1               | 0               | UEL                | 2                  | 0                  | -          | -          | -          | 19     | 2      |
| 2024-2025         | Lorient           | L2                | 19         | 3          | CF              | 1               | 0               | -                  | -                  | -                  | -          | -          | -          | 20     | 3      |
| Totale Lorient    | Totale Lorient    | Totale Lorient    | 26         | 3          |                 | 1               | 0               |                    | -                  | -                  |            | -          | -          | 27     | 3      |
| Totale carriera   | Totale carriera   | Totale carriera   | 110        | 11         |                 | 15              | 2               |                    | 30                 | 1                  |            | -          | -          | 155    | 14     |

## Palmarès
- Campionato svizzero: 1

Young Boys: 2023-2024
- Campionato francese di seconda divisione: 1

Lorient: 2024-2025